# Högvakten (Helsingfors)

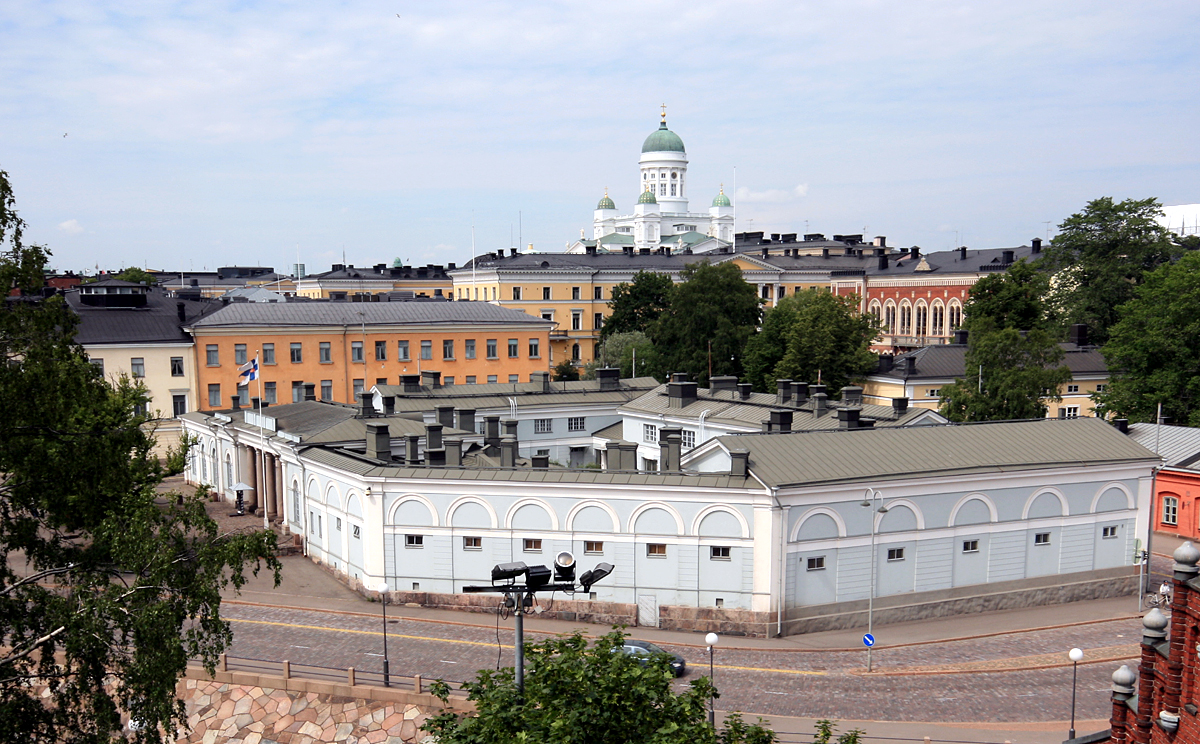
Högvakten sedd från Skatudden.

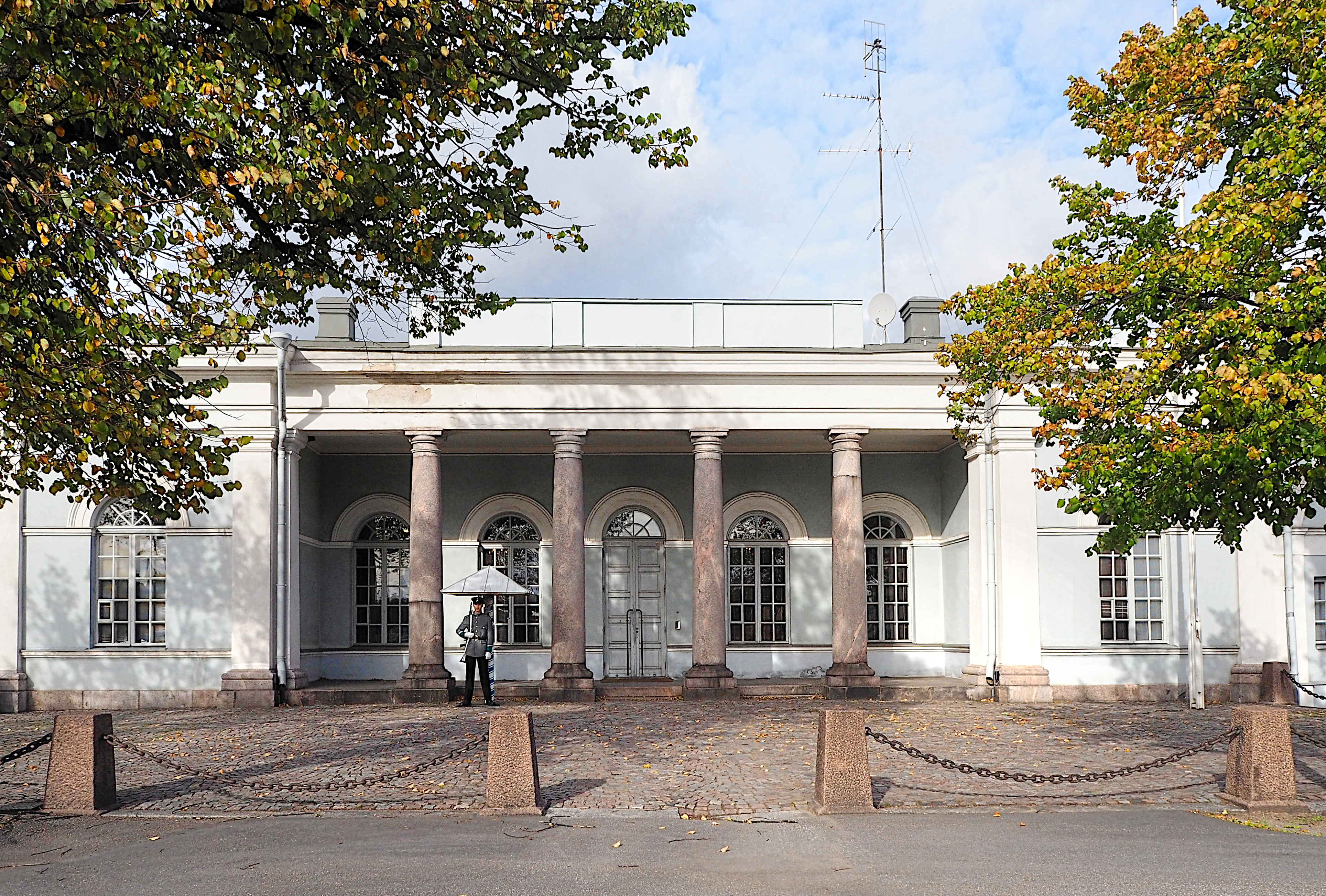
Ingång.

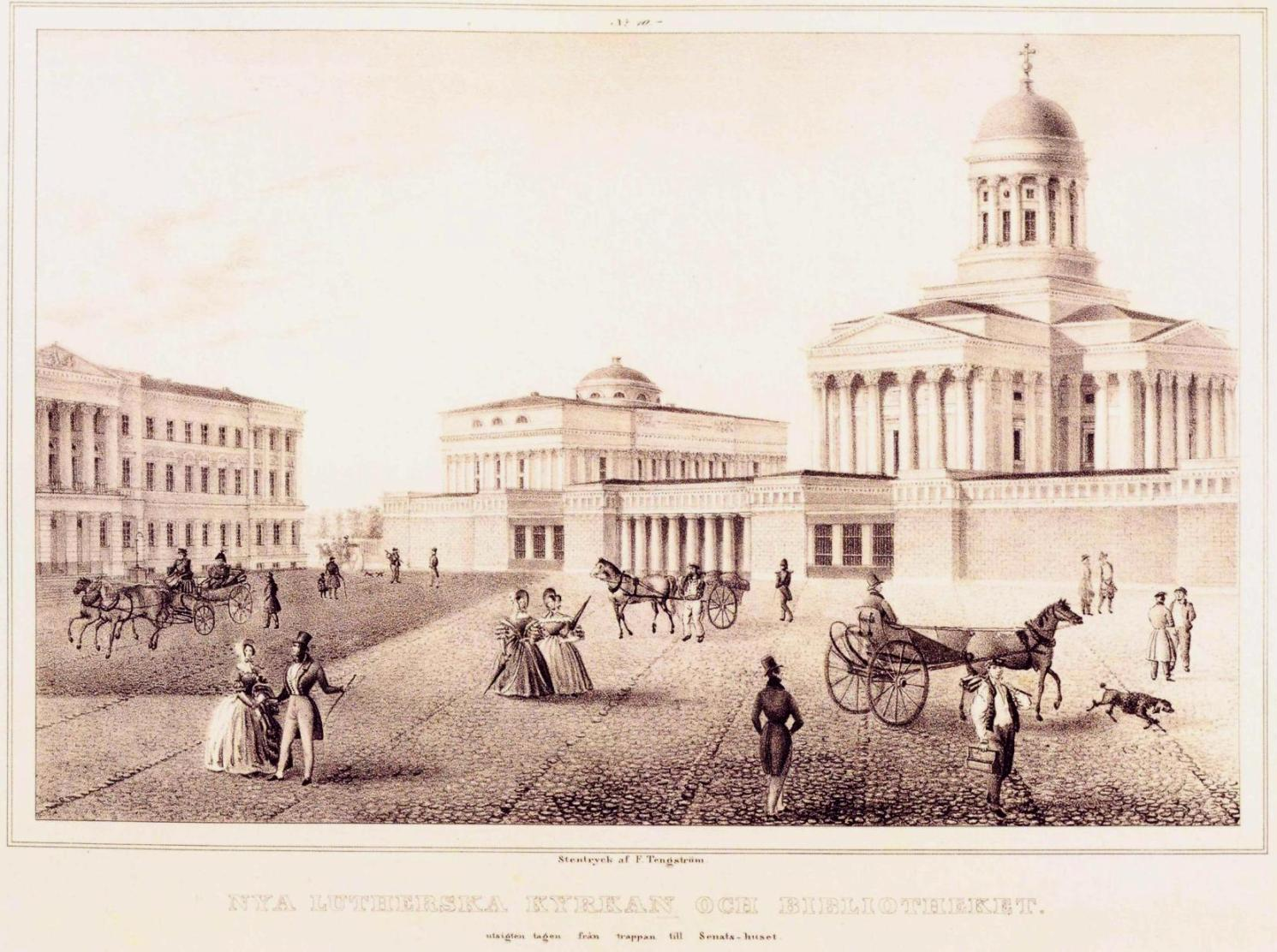
Gamla högvakten vid Senatstorget

Högvakten i Helsingfors är en vaktbyggnad och ett kvarter i Kronohagen i Helsingfors, bredvid presidentens slott på Mariangatan 1. De flesta av byggnaderna i kvarteret är från 1843. Utöver huvudbyggnaden finns också kök och matsal samt servicefunktioner för presidentens slott.
Under 1820–1840-talen inrymdes högvakten i pelargångarna under Domkyrkan mot Senatstorget. När Heidenstrauchs palats renoverades till kejsarpalatset (och senare presidentens slott) 1843 beslutades det också att flytta högkvarteret nära slottet. Efter flytten byggdes de nuvarande stora trapporna upp till domkyrkan.
Mest synlig är paradvakterna vid huvudingången. De värnpliktiga som tjänstgör här väljs bland militärpoliserna som tjänstgör vid Gardesjägarregementet. Paradvakten är i tjänst från 07.45 till 22.00, och ett vaktpass varar inte mer än en timme: i den bitande vinterkylan, bara 20 minuter.